# Thomas Tyra
Thomas Tyra (eigenlijk: Thomas Norman Tyrakowski) (Cook County, Illinois, 17 april 1933 – Lilburn, Gwinnett County, Georgia, 7 juli 1995) was een Amerikaans componist, muziekpedagoog en dirigent.

## Levensloop
Tyra studeerde aan de Northwestern University, in Evanston, Illinois, de U.S. Navy School of Music en promoveerde tot Dr. phil. in Music Education in 1969 aan de Eastern Michigan University, in Ypsilanti, Michigan. Hij was onder andere leerling van Robert Delaney, George B. Wilson, L. Bruce Jones, William Revelli en Leslie Bassett.
Als docent was hij onder andere werkzaam aan de Louisiana State University in Baton Rouge (Louisiana), de Eastern Michigan University in Ypsilanti, en aan de United States Navy School of Music. Aan de Louisiana State University was hij dirigent van het harmonieorkest en de Marching Band. De Western Carolina University in Cullowhee (North Carolina) koos hem als hoofd voor de afdeling muziek. Later was hij decaan van de Crane School of Music van de State University of New York in Potsdam.
Tyra huwde met Suzanne Sheldon Tyra, met wie hij zes kinderen had.
Als componist schreef hij vooral werken voor harmonieorkest. Hij was lid van de American Society of Composers, Authors and Publishers (ASCAP).

## Composities

### Werken voor harmonieorkest
- 1964 Two Gaelic Folk Songs
- 1970 Three Christmas miniatures
- 1972 Modal March,
- 1972 Pentatonic polka
- 1972 Quartal Caper
- 1973 Intravention
- 1973 Polytonal Parade
- 1973 Wholey Hymn
- Go green
- Our Pledge - tekst: Edward Bowles
- Suite, voor koper-ensemble en pauken